# Bele
För andra betydelser, se Bele (olika betydelser).
Bele (norröna: Beli, ”bölaren”) är i nordisk mytologi en jätte som dräptes av Frej. Snorre Sturlasson berättar i sitt prosareferat av handlingen i eddadikten Skírnismál att Frej gav sitt svärd till sin tjänare Skirner, då denne for till Gymisgarðr för att å Frejs vägnar fria till jättedottern Gerd. Svärdet kom sedan enligt Lokasenna 42 att gå förlorat, till Skirner eller till jättarna i Jotunheim. ”Detta var orsaken till att Frej sedan var vapenlös när han slogs mot Bele och måste dräpa denne med ett hjorthorn”, skriver Snorre och tillägger att vapenlösheten nog inte var något större problem i just detta fall, då Frej kunde ha dödat Bele med bara händerna, ”men det kan vara att han finner sig sämre ställd, då han är utan sitt svärd den dag Muspels söner far över världen och härjar”, det vill säga vid Ragnarök.
Det har alltså funnits en myt om Frej och Bele, vilken Snorre har känt till, men som i dag är bortglömd. Anspelningar på denna myt finns i flera kenningar. Dessa säger oss inte mycket om mytens innehåll, men bekräftar i alla fall att myten har funnits. I Eyvind skaldaspillers Háleygjatal 5 används uttrycket Belja dolgr (”Beles fiende”) som kenning för Frej, och på samma sätt används kenningen bani Belja (”Beles dråpare”) i Vǫluspá 53. Samma omskrivning finns också i Alsvinnsmál i Skáldskaparmál 58. Det rör sig här om en tula som räknar upp namnen på mytiska ryttare och deras hästar. Om Frej står det: reið bani Belja Blóðughófa, det vill säga ”Beles bane (=Frej) red Blodighov”. Denna rad ger oss dessutom en antydan om ännu en förlorad myt, ty varför Frejs häst hade en blodig hov är det i dag ingen som vet.
Lustigt nog finns inte ”Bele” medtaget i namntulornas uppräkning av jǫtna heiti, men att ”Bele” varit ett jättenamn framgår av kenningen bǫlverðung Belja (”Beles ondskestyrkor”) i Tjodolf av Hvins drapa Höstlång. Kenningen ingår här i  en flerledad Torskenning, där Tor kallas ”Beles ondskestyrkors [=jättarnas] livsspillare”. Namnet Bele har alltså i detta fall ingenting med Frejsmyten att göra, utan används som heiti (poetisk synonym) för begreppet ”jätte”.
Bele har ibland antagits vara Gerds bror, och följaktligen son till Gymer och Aurboda, eftersom Gerd, då Skirner just anlänt för att frambära Frejs frieri, säger i Skírnismál:
| Bjud honom in till oss i salen att dricka dråpligt mjöd; fast jag fruktar allt att därute står min egen broders bane. Översättning: Björn Collinder | Inn bið þú hann ganga í okkarn sal ok drekka inn mæra mjöð; þó ek hitt óumk, at hér úti sé minn bróðurbani. Skírnismál 16 |  |

I så fall skulle det ha varit sin egen kommande hustrus bror som Frej slog ihjäl. Men namnet på Gerds bror omtalas inte i dikten, så helt säkert är det inte.
En kung vid namn Bele förekommer också i fornaldarsagan Friðþjófs saga hins frœkna, liksom i Tegnérs Frithiofs saga.